# Patek Béla (tanár)
Velennei Patek Béla, Patek Béla Bertalan (Tass, 1860. október 21. – Budapest, 1935. november 17.) polgári iskolai tanár, iskolaigazgató, Patek Ferenc történész édesapja.

## Életútja
Szülei Patek Ferenc római katolikus kántor és Jóna Erzsébet. 1881-ben kezdte pedagógiai pályáját Tapolcán mint okleveles felső nép és polgári iskolai tanító. Hamarosan a tanári kar megbecsült tagjává vált és a tanáregyesület jegyzőjévé választották. A Batsányi-kultusz egyik kezdeményezője volt. Három év után, 1884-ben az újvidéki állami ipartanodához került, ahol a magyar és német nyelvészet, valamint a kereskedelmi iránytan tantárgyakat adta elő. 1885 júniusában eljegyezte Kailbach Annát, az újvidéki polgári leányiskolai tanítónőjét, akivel 1885. július 25-én Újvidéken kötöttek házasságot. 1894 júliusában nejével együtt a móri állami polgári fiú- és leányiskolához helyezték át. 1908-ban Nagykárolyban az akkor alapított fiúiskola igazgatójává nevezték ki. Érdeklődött az ókor időszaka iránt, s számtalan cikket publikált a helyi újságban és a fiúiskola értesítőjében.
Írásai a nagykárolyi állami polgári fiúiskola értesítőjében: 
- 1908/09: Az iskola létesítésének előzményei
- 1909/10: II. Musztafa 1697. évi hadjárata és a karlócai béke
- 1910/11: Septimus Severus római császár élete
- 1911/12: Flauvius Claudius Julianus
- 1912/13: Az Alhambra és megalkotóinak műveltsége
- 1913/14: Róma 7 temploma, Az iskola épülete.